# ناثانيل كير
ناثانيل كير (بالإنجليزية: Nathaniel Kerr)‏ (31 أكتوبر 1987 بمانشستر في المملكة المتحدة - ) هو لاعب كرة قدم بريطاني في مركز الدفاع. لعب مع نادي روذرهام يونايتد ونورثويتش فيكتوريا ونادي بارو وDroylsden F.C. ‏.

## وصلات خارجية
- ناثانيل كير على موقع Soccerbase.com (لاعب) (الإنجليزية)
- ناثانيل كير على موقع Soccerway.com (الإنجليزية)